# Liste der Kulturdenkmäler in Hamburg-Ohlsdorf
Die Liste der Kulturdenkmäler in Hamburg-Ohlsdorf enthält die in der Denkmalliste ausgewiesenen Denkmäler auf dem Gebiet des Stadtteils Ohlsdorf der Freien und Hansestadt Hamburg.
Basis ist der Datensatz Denkmalliste Hamburg auf dem Transparenzportal Hamburg. Dieser enthält alle Objekte, die rechtskräftig nach dem Hamburger Denkmalschutzgesetz vom 5. April 2013 unter Denkmalschutz stehen (§ 6 Abs. 1 DSchG HA) oder zumindest zeitweise standen. Die Denkmalliste steht auch als PDF-Dokument zur Verfügung. Alle Denkmäler in Ohlsdorf, die schon nach dem Denkmalschutzgesetz vom 3. Dezember 1973, zuletzt geändert am 27. November 2007, unter Denkmalschutz standen, sind auch auf der Liste der Kulturdenkmäler im Hamburger Bezirk Hamburg-Nord zu finden.

## Legende
- ID: Gibt die vom Denkmalschutzamt Hamburg vergebene Objekt-ID (Identifikationsnummer) des Kulturdenkmals an, (in Klammern gegebenenfalls die Denkmalnummer nach altem Denkmalschutzgesetz).
- Adresse: Nennt den Straßennamen und, wenn vorhanden, die Hausnummer des Kulturdenkmals. Die Grundsortierung der Liste erfolgt nach dieser Adresse.
- Art: Zeigt an, ob es ein Objekt („O“) oder ein Ensemble („E“) ist.
- Datierung: Gibt die Datierung an; das Jahr der Fertigstellung bzw. den Zeitraum der Errichtung.
- Ensemble: Gibt die Nummer des Ensembles an, zu der das Objekt gehört, bzw. bei Ensembles die Nummer des Ensembles selbst.

Hinweis: Die Grundsortierung der Liste erfolgt nach der Adresse und ist alternativ nach ID, Art (Objekt oder Ensemble), Typ, Datierung, Entwurf oder Kurzbeschreibung sortierbar.

Die in der Frank’schen Siedlung gelegenen Kulturdenkmäler sind auf der Liste der Kulturdenkmäler in Hamburg-Ohlsdorf (Frank’sche Siedlung) zu finden. Diese Liste musste auf Grund ihrer Größe aufgespalten werden.

| ID            | Adresse | Art | Typ                                           | Kurzbeschreibung | Datierung                                              | Entwurf                                                                          | Ensemble | Bild |
| ------------- | --- | --- | --------------------------------------------- | --- | ------------------------------------------------------ | -------------------------------------------------------------------------------- | -------- | --- |
| 23221         | Alsterdorfer Straße auf der Höhe von Nr. 560 (Lage) | O   | Bahnbrücke (U-Bahn)                           | Brücke der U-Bahn-Linie U1 über die Alsterdorfer Straße | 1914                                                   |                                                                                  |          | |
| 23222         | Alsterdorfer Straße auf der Höhe von Nr. 560 (Lage) | O   | Bahnbrücke (S-Bahn)                           | Brücke der S-Bahn-Linie S1/S11 über die Alsterdorfer Straße | 1906                                                   |                                                                                  |          | |
| 29618         | Alsterkanal im Abschnitt zwischen Fuhlsbütteler Schleuse und Krugkoppelbrücke:, U-Bahnhof Klosterstern | O   | Kanal; Ufermauern                             | Alsterkanal im Abschnitt zwischen Fuhlsbütteler Schleuse und Krugkoppelbrücke mit Ausnahme der Abschnitte Al-13, Al-49 und Al-51 | 20. Jh., Anfang                                        |                                                                                  |          | |
| 30922         | Am Hasenberge 1, 3, 5, 7, 9, 11, 13, 15, 17, 19, Auf dem Kamp 1, 2, 3, 4, 6, 8, 10, 12, 14, Birnweg 1, 2, 3, 4, Fuhlsbütteler Damm 80, 82, Rübenhofstraße 1, 3 (Lage) | E   |                                               | Siedlung Am Hasenberge |                                                        |                                                                                  | 30922    | BW |
| 22368 (703)   | Am Hasenberge 1 (Lage) | O   | Siedlungsbau                                  | | 1928/29; 1933/34                                       | Klophaus, Schoch, zu Putlitz (Klophaus, Rudolf/Schoch, August/zu Putlitz, Erich) | 30922    | |
| 30961         | Am Hasenberge 2, 4, 6, 10, 12, 14, 16, 18, 20, 22, 24, 26, 28, 30, 32, 34, Nesselstraße 5, 6, 7, 8, 11, 12, 13, 14, 15, 17, 19, 20, 21, 22, 23, 25, 27, 29, Suhrenkamp 68, 70, 72, 74, 76, 78, 86, 90, 92, 96, 96a, 98, 100, 106 (Lage) | E   |                                               | JVA Fuhlsbüttel Am Hasenberge / Suhrenkamp / Nesselstraße |                                                        |                                                                                  | 30961    | |
| 23440         | Am Hasenberge 2 (Lage) | O   | Mehrfamilienhaus, Beamtenwohnhaus             | | 19. Jh., Ende                                          |                                                                                  | 30961    | BW |
| 22365 (703)   | Am Hasenberge 3 (Lage) | O   | Siedlungsbau                                  | | 1928/29; 1933/34                                       | Klophaus, Schoch, zu Putlitz (Klophaus, Rudolf/Schoch, August/zu Putlitz, Erich) | 30922    | |
| 23668         | Am Hasenberge 4 (Lage) | O   | Mehrfamilienhaus, Beamtenwohnhaus             | | 19. Jh., Ende                                          |                                                                                  | 30961    | BW |
| 22366 (703)   | Am Hasenberge 5 (Lage) | O   | Siedlungsbau                                  | | 1928/29; 1933/34                                       | Klophaus, Schoch, zu Putlitz (Klophaus, Rudolf/Schoch, August/zu Putlitz, Erich) | 30922    | |
| 23439         | Am Hasenberge 6 (Lage) | O   | Mehrfamilienhaus, Beamtenwohnhaus             | | 19. Jh., Ende                                          |                                                                                  | 30961    | BW |
| 22367 (703)   | Am Hasenberge 7 (Lage) | O   | Siedlungsbau                                  | | 1928/29; 1933/34                                       | Klophaus, Schoch, zu Putlitz (Klophaus, Rudolf/Schoch, August/zu Putlitz, Erich) | 30922    | |
| 23223 (703)   | Am Hasenberge 9 (Lage) | O   | Siedlungsbau                                  | | 1928/29; 1933/34                                       | Klophaus, Schoch, zu Putlitz (Klophaus, Rudolf/Schoch, August/zu Putlitz, Erich) | 30922    | |
| 23438         | Am Hasenberge 10 (Lage) | O   | Mehrfamilienhaus, Beamtenwohnhaus             | | 19. Jh., Ende                                          |                                                                                  | 30961    | BW |
| 22382 (703)   | Am Hasenberge 11 (Lage) | O   | Siedlungsbau                                  | | 1928/29; 1933/34                                       | Klophaus, Schoch, zu Putlitz (Klophaus, Rudolf/Schoch, August/zu Putlitz, Erich) | 30922    | |
| 23437         | Am Hasenberge 12 (Lage) | O   | Mehrfamilienhaus, Beamtenwohnhaus             | | 19. Jh., Ende                                          |                                                                                  | 30961    | BW |
| 22369 (703)   | Am Hasenberge 13 (Lage) | O   | Siedlungsbau                                  | | 1928/29; 1933/34                                       | Klophaus, Schoch, zu Putlitz (Klophaus, Rudolf/Schoch, August/zu Putlitz, Erich) | 30922    | |
| 23436         | Am Hasenberge 14, 16 (Lage) | O   | Mehrfamilienhaus, Doppelhaus, Beamtenwohnhaus | | 19. Jh., Ende                                          |                                                                                  | 30961    | |
| 23224 (703)   | Am Hasenberge 15 (Lage) | O   | Siedlungsbau                                  | | 1928/29; 1933/34                                       | Klophaus, Schoch, zu Putlitz (Klophaus, Rudolf/Schoch, August/zu Putlitz, Erich) | 30922    | |
| 23225 (703)   | Am Hasenberge 17 (Lage) | O   | Siedlungsbau                                  | | 1928/29; 1933/34                                       | Klophaus, Schoch, zu Putlitz (Klophaus, Rudolf/Schoch, August/zu Putlitz, Erich) | 30922    | BW |
| 23435         | Am Hasenberge 18, 20 (Lage) | O   | Mehrfamilienhaus, Doppelhaus, Beamtenwohnhaus | | 19. Jh., Ende                                          |                                                                                  | 30961    | |
| 23226 (703)   | Am Hasenberge 19 (Lage) | O   | Siedlungsbau                                  | | 1928/29; 1933/34                                       | Klophaus, Schoch, zu Putlitz (Klophaus, Rudolf/Schoch, August/zu Putlitz, Erich) | 30922    | |
| 23434         | Am Hasenberge 22, 24 (Lage) | O   | Mehrfamilienhaus, Doppelhaus, Beamtenwohnhaus | | 19. Jh., Ende                                          |                                                                                  | 30961    | |
| 23433         | Am Hasenberge 26 (Lage) | O   | Gefängnis                                     | | 19. Jh., Ende                                          | Zimmermann, Carl Johann Christian                                                | 30961    | weitere Bilder |
| 23432         | Am Hasenberge 28 (Lage) | O   | Mehrfamilienhaus, Beamtenwohnhaus             | | 19. Jh., Ende                                          |                                                                                  | 30961    | |
| 23431         | Am Hasenberge 30 (Lage) | O   | Mehrfamilienhaus, Beamtenwohnhaus             | | 19. Jh., Ende                                          |                                                                                  | 30961    | |
| 23429         | Am Hasenberge 32, 34 (Lage) | O   | Mehrfamilienhaus, Doppelhaus, Beamtenwohnhaus | | 19. Jh., Ende                                          |                                                                                  | 30961    | |
| 30971         | Am Hasenberge 44, Maienweg 270 (Lage) | E   |                                               | Kirche St. Marien zu Fuhlsbüttel Am Hasenberge / Maienweg |                                                        |                                                                                  | 30971    | weitere Bilder |
| 23671 (1333)  | Am Hasenberge 44 (Lage) | O   | Gemeindezentrum (Kirchengebäude; u. a.)       | St. Marienkirche Fuhlsbüttel | 1958/60                                                | Hopp & Jäger (Hopp, Bernhard/Jäger, Rudolf)                                      | 30971    | weitere Bilder |
| 30956         | Am Hasenberge 45, Maienweg 272, 274, 276, 278, 280, 282, 284, 286, 288, 290, 292, 294, 296, 298, 300, 302, 304, Woermannstieg 1, 2, 3, 4, 5, Woermannsweg 1, 2, 3, 4, 5, 6, 7, 8a, 8b, 8c, 8d, 8e, 8f, 8g, 8h, 9, 10, 11, 12, 13, 14 (Lage) | E   |                                               | Maienweg-Siedlung |                                                        |                                                                                  | 30956    | [[Vorlage:Bilderwunsch/code!/C:53.62392,10.02722!/D:Am Hasenberge 45, Maienweg 272, 274, 276, 278, 280, 282, 284, 286, 288, 290, 292, 294, 296, 298, 300, 302, 304, Woermannstieg 1, 2, 3, 4, 5, Woermannsweg 1, 2, 3, 4, 5, 6, 7, 8a, 8b, 8c, 8d, 8e, 8f, 8g, 8h, 9, 10, 11, 12, 13, 14!/\|BW]] |
| 23379 (775)   | Am Hasenberge 45 (Lage) | O   | Siedlungsbau                                  | | 1927/30                                                | Winand, Carl                                                                     | 30956    | |
| 30957         | Am Hasenberge 47, Im Grünen Grunde 2, 3a, 3b, 3c, 4a, 4b, 5, 6, Justus-Strandes-Weg 2, 3, 4, 5, 6, 7, 8 (Lage) | E   |                                               | Im Grünen Grunde-Siedlung |                                                        |                                                                                  | 30957    | BW |
| 23403         | Am Hasenberge 47 (Lage) | O   | Siedlungsbau                                  | | 1927–29                                                | Krüger & Schrader (Krüger, Albert/Schrader, Gustav)                              | 30957    | BW |
| 30974         | Am Hasenberge o.Nr., Hasenbergbrücke o.Nr. (Lage) | E   | Brücke                                        | Hasenbergbrücke Fuhlsbüttel | 1913 (Brücke), 1912, um (Pavillon)                     | Schumacher, Fritz                                                                | 30974    | BW |
| 23805         | Am Hasenberge o.Nr. (Lage) | O   | Straßenbrücke                                 | Hasenbergbrücke | 1913; 1999                                             |                                                                                  | 30974    | |
| 30923 (1860)  | Am Stein 1, 2, 3, 4, 5, 6, 7, 8, 9, 10, 11, 12, 13, 14, 15, 16, 17, 18, 19, 20, 21, 22, 23, 24, 25, 26, 27, 28, 29, 30, 31, 32, 33, 34, 35, 36, 37, 38, 39, 40, 41, 42, 43, 44, 45, 46, 47, 48, 49, 50, 51, 52, 53, 54, 55, 56, 57, 58, 59, 60, 61, 62, 63, 64, 65, 66, 67, 68, 69, 70, 71, 72, 73, 74, 75, 76, 77, 78, 79, 80, 81, 82, 83, 84, 85, 86, 87, 88, 89, 90, 91, 92, 93, 94, 95, 96, 97, 98, 99, 100, 101, 102, 103, 104, Borstels Ende 4a, 4b, 4c, 4d, 4e, 4f, 4g, 4h, 6a, 6b, 6c, 6d, 6e, 6f, 6g, 6h, Kornweg 13a, 13b, 13c, 13d, 13e, 13f, 13g, 13h, 13j, 13k, 13l, 13m, 15a, 15b, 15c, 15d, 15e, 15f, 15g, 15h, 15j, 15k, 17a, 17b, 17c, 17d, 17e, 17f, 17g, 17h, Övern Barg 1, 2a, 2b, 2c, 2d, 2e, 2f, 2g, 3, 4a, 4b, 4c, 4d, 4e, 4f, 4g, 4h, 4j, 5, 6, 7, 8, 9, 10, 11, 12, 13, 14, 15, 16, 17, 18, 19, 20, 21, 22, 23, 24, 25, 26, 27, 28, 29, 30, 31, 32, 33, 34, 35, 36, 37, 38, 39, 40, 41, 42, 43, 44, 45, 46, 47, 48, 49, 50, 51, 52, 54, 56, 58, 60, 62, 66, 68, Övern Block 1a, 1b, 1c, 1d, 1e, 1f, 2, 3, 4, 5, 6, 7, 8, 9, 10, 11, 12, 13, 14, 15, 16, 17, 18, 19, 20, 21, 22, 23, 24, 25, 26, 27, 28, 29, 30, 31, 32, 33, 34, 34a, 35, 36, 37, 38, 40, 42, 44, 46, 48, 50, 52, Stübeheide 140a, 140b, 140c, 140d, 140e, 140f, 140g, 140h, 140i, 140k, 140l, 140m, 140n, 140o, 142a, 142b, 142c, 142d, 142e, 142f, 142g, 142h, 142k, 142l, 142m, 142n, 142o, 144a, 144b, 144c, 144d, 144e, 144f, 144g, 144h, 144k, 144l, 144m, 144n, 144o, Stübekamp 1, 2, 3, 4, 5, 6, 7, 8, 9, 10, 11, 12, 13, 14, 15, 16, 17, 18, 19, 20, 21, 22, 23, 24, 25, 26, 27, 28, 29, 30, 31, 32, 33, 34, 35, 36, 37, 38, 39, 40, 41, 42, 43, 44, 45, 46, 47, 48, 49, 50, 51, 52, 53, 54, 55, 56, 57, 58, 59, 60, 61, 62, 63, 64, 65, 66, 67, 68, 69, 70, 71, 72, 73, 74, 75, 76, 77, 78, 79, 80, 81, 82, 83, 84, 85, 86, 87, 88, 89, 90, 91, 92, 93, 94, 95, 96, 97, 98, 99, 100, 101, 102, 103, 104, 105, 106, 107, 108, 109, 110, 111, 112, 113, 114, 115, 116, 117, 118, 119, 120, 121, 122, 123, 124, 125, Stüberedder 6, 8, 10, 12, 14, 16, 18, 20, Wellingsbütteler Landstraße 198a, 198b, 198c, 198d, 198e, 198f, 198g, 198h, 198i, 198k, 198l, 200a, 200b, 200c, 200d, 200e, 200f, 200g, 200h, 200i, 200k, 200l, 200m, 200n, 200o, 200p, 200q, 200r, 202a, 202b, 202c, 202d, 202e, 202f, 202g, 202h, 228a, 228b, 228c, 228d, 228e, 228f, 228g, 228h, 230a, 230b, 230c, 230d, 230e, 230f, 230g, 230h, 230i, 230k, 230l, 230m, 230n, 230o, 230p, 230q, 230r, 230s, 230t, 230u, 232a, 232b, 232c, 232d, 232e, 232f, 232g, 232h, 232j, 232k, 234a, 234b, 234c, 234d, 234e, 234f, 234g, 234h, 234i, 234k, 234l, 234m, 234n, 242a, 242b, 242c, 242d, 242e, 242f, 242g (Lage) | E   |                                               | Frank'sche Siedlung Stübeheide / Wellingsbütteler Landstraße |                                                        |                                                                                  | 30923    | |
| 22370 (703)   | Auf dem Kamp 1 (Lage) | O   | Siedlungsbau                                  | | 1928/29; 1933/34                                       | Klophaus, Schoch, zu Putlitz (Klophaus, Rudolf/Schoch, August/zu Putlitz, Erich) | 30922    | BW |
| 22375 (703)   | Auf dem Kamp 2 (Lage) | O   | Siedlungsbau                                  | | 1928/29; 1933/34                                       | Klophaus, Schoch, zu Putlitz (Klophaus, Rudolf/Schoch, August/zu Putlitz, Erich) | 30922    | BW |
| 22364 (703)   | Auf dem Kamp 3 (Lage) | O   | Siedlungsbau                                  | | 1928/29; 1933/34                                       | Klophaus, Schoch, zu Putlitz (Klophaus, Rudolf/Schoch, August/zu Putlitz, Erich) | 30922    | BW |
| 22373 (703)   | Auf dem Kamp 4 (Lage) | O   | Siedlungsbau                                  | | 1928/29; 1933/34                                       | Klophaus, Schoch, zu Putlitz (Klophaus, Rudolf/Schoch, August/zu Putlitz, Erich) | 30922    | BW |
| 22371 (703)   | Auf dem Kamp 6 (Lage) | O   | Siedlungsbau                                  | | 1928/29; 1933/34                                       | Klophaus, Schoch, zu Putlitz (Klophaus, Rudolf/Schoch, August/zu Putlitz, Erich) | 30922    | BW |
| 22376 (703)   | Auf dem Kamp 8 (Lage) | O   | Siedlungsbau                                  | | 1928/29; 1933/34                                       | Klophaus, Schoch, zu Putlitz (Klophaus, Rudolf/Schoch, August/zu Putlitz, Erich) | 30922    | BW |
| 22372 (703)   | Auf dem Kamp 10 (Lage) | O   | Siedlungsbau                                  | | 1928/29; 1933/34                                       | Klophaus, Schoch, zu Putlitz (Klophaus, Rudolf/Schoch, August/zu Putlitz, Erich) | 30922    | BW |
| 22733 (703)   | Auf dem Kamp 12 (Lage) | O   | Siedlungsbau                                  | | 1928/29; 1933/34                                       | Klophaus, Schoch, zu Putlitz (Klophaus, Rudolf/Schoch, August/zu Putlitz, Erich) | 30922    | BW |
| 22374 (703)   | Auf dem Kamp 14 (Lage) | O   | Siedlungsbau                                  | | 1928/29; 1933/34                                       | Klophaus, Schoch, zu Putlitz (Klophaus, Rudolf/Schoch, August/zu Putlitz, Erich) | 30922    | |
| 29620         | Ballerstaedtweg 1 (Lage) | O   | Schulanlage                                   | Ballerstaedtweg 1, Schulanlage mit Pavillonbauten, überdachten Verbindungsgängen sowie Freianlagen | 1955/56 (Wettbewerb 1951); 1959–61                     | Ruscheweyh, Heinz-Jürgen; Lüttge, Gustav (Garten)                                |          | |
| 22377 (703)   | Birnweg 1 (Lage) | O   | Siedlungsbau                                  | | 1928/29; 1933/34                                       | Klophaus, Schoch, zu Putlitz (Klophaus, Rudolf/Schoch, August/zu Putlitz, Erich) | 30922    | BW |
| 22378 (703)   | Birnweg 2 (Lage) | O   | Siedlungsbau                                  | | 1928/29; 1933/34                                       | Klophaus, Schoch, zu Putlitz (Klophaus, Rudolf/Schoch, August/zu Putlitz, Erich) | 30922    | BW |
| 22734 (703)   | Birnweg 3 (Lage) | O   | Siedlungsbau                                  | | 1928/29; 1933/34                                       | Klophaus, Schoch, zu Putlitz (Klophaus, Rudolf/Schoch, August/zu Putlitz, Erich) | 30922    | BW |
| 22735 (703)   | Birnweg 4 (Lage) | O   | Siedlungsbau                                  | | 1928/29; 1933/34                                       | Klophaus, Schoch, zu Putlitz (Klophaus, Rudolf/Schoch, August/zu Putlitz, Erich) | 30922    | BW |
| 22380 (703)   | Fuhlsbütteler Damm 80 (Lage) | O   | Siedlungsbau                                  | | 1928/29; 1933/34                                       | Klophaus, Schoch, zu Putlitz (Klophaus, Rudolf/Schoch, August/zu Putlitz, Erich) | 30922    | BW |
| 22381 (703)   | Fuhlsbütteler Damm 82 (Lage) | O   | Siedlungsbau                                  | | 1928/29; 1933/34                                       | Klophaus, Schoch, zu Putlitz (Klophaus, Rudolf/Schoch, August/zu Putlitz, Erich) | 30922    | BW |
| 30959         | Fuhlsbüttler Straße 652, 654, 656, 656a, 658 (Lage) | E   |                                               | Fuhlsbütteler Straße / Nikodemuskirche |                                                        |                                                                                  | 30959    | BW |
| 23424         | Fuhlsbüttler Straße 652 (Lage) | O   | Einfamilienhaus                               | | 1905, um                                               |                                                                                  | 30959    | weitere Bilder |
| 23422         | Fuhlsbüttler Straße 654 (Lage) | O   | Wohngebäude                                   | | 1920er Jahre, Nachfolgebau, ursprünglich „Villa Sanne“ |                                                                                  | 30959    | BW |
| 23423         | Fuhlsbüttler Straße 656 (Lage) | O   | Kirchengebäude                                | Nikodemuskirche | 1959                                                   | Schlote, Henry                                                                   | 30959    | weitere Bilder |
| 23426         | Fuhlsbüttler Straße 656a (Lage) | O   | Kindertagesstätte                             | | 1959                                                   |                                                                                  | 30959    | weitere Bilder |
| 23427         | Fuhlsbüttler Straße 658 (Lage) | O   | Gemeindehaus                                  | | 1953                                                   | Schlote, Henry                                                                   | 30959    | weitere Bilder |
| 30960         | Fuhlsbüttler Straße 660, 662 (Lage) | E   |                                               | Fuhlsbüttler Straße 660-662 |                                                        |                                                                                  | 30960    | BW |
| 23425         | Fuhlsbüttler Straße 660 (Lage) | O   | Zweifamilienhaus                              | | 1905, um                                               |                                                                                  | 30960    | |
| 23428         | Fuhlsbüttler Straße 662 (Lage) | O   | Zweifamilienhaus                              | | 1905, um                                               |                                                                                  | 30960    | |
| 23818         | Fuhlsbüttler Straße o.Nr. (Lage) | O   | Grenzstein                                    | | 1914                                                   |                                                                                  |          | |
| 23220 (1316)  | Fuhlsbüttler Straße o.Nr., Hauptfriedhof Ohlsdorf (Lage) | O   | Grabmal                                       | Grabmal Eckler | 1905                                                   | Arnold, Xaver                                                                    |          | weitere Bilder |
| 43950         | Fuhlsbüttler Straße o.Nr., Hauptfriedhof Ohlsdorf (Lage) | O   | Kapelle                                       | Kapelle 1 | 1965                                                   | Suhr, Ursula                                                                     |          | weitere Bilder |
| 43951         | Fuhlsbüttler Straße o.Nr., Hauptfriedhof Ohlsdorf (Lage) | O   | Kapelle                                       | Kapelle 2 | 1886                                                   | Cordes, Wilhelm                                                                  |          | weitere Bilder |
| 43952         | Fuhlsbüttler Straße o.Nr., Hauptfriedhof Ohlsdorf (Lage) | O   | Kapelle                                       | Kapelle 3 | 1894                                                   | Cordes, Wilhelm                                                                  |          | weitere Bilder |
| 43953         | Fuhlsbüttler Straße o.Nr., Hauptfriedhof Ohlsdorf (Lage) | O   | Kapelle                                       | Kapelle 4 | 1898                                                   | Cordes, Wilhelm                                                                  |          | weitere Bilder |
| 43954         | Fuhlsbüttler Straße o.Nr., Hauptfriedhof Ohlsdorf (Lage) | O   | Kapelle                                       | Kapelle 13 | 1927/1928                                              | Schumacher, Fritz                                                                |          | weitere Bilder |
| 43955         | Fuhlsbüttler Straße o.Nr., Hauptfriedhof Ohlsdorf (Lage) | O   | Kapelle                                       | Kapelle 6 | 1905                                                   | Cordes, Wilhelm                                                                  |          | weitere Bilder |
| 43956         | Fuhlsbüttler Straße o.Nr., Hauptfriedhof Ohlsdorf (Lage) | O   | Kapelle                                       | Kapelle 7 | 1907/1908                                              | Cordes, Wilhelm                                                                  |          | weitere Bilder |
| 43957         | Fuhlsbüttler Straße o.Nr., Hauptfriedhof Ohlsdorf (Lage) | O   | Kapelle                                       | Kapelle 8 | 1912                                                   | Cordes, Wilhelm                                                                  |          | weitere Bilder |
| 43958         | Fuhlsbüttler Straße o.Nr., Hauptfriedhof Ohlsdorf (Lage) | O   | Kapelle                                       | Kapelle 9 | 1918                                                   |                                                                                  |          | weitere Bilder |
| 43959         | Fuhlsbüttler Straße o.Nr., Hauptfriedhof Ohlsdorf (Lage) | O   | Kapelle                                       | Kapelle 10 | 1983                                                   | Iseler, Dieter Ziboll, Rudolf                                                    |          | weitere Bilder |
| 43960         | Fuhlsbüttler Straße o.Nr., Hauptfriedhof Ohlsdorf (Lage) | O   | Kapelle                                       | Kapelle 11 | 1951                                                   | Hamburger Baubehörde                                                             |          | weitere Bilder |
| 43961         | Fuhlsbüttler Straße o.Nr., Hauptfriedhof Ohlsdorf (Lage) | O   | Kapelle                                       | Kapelle 12 | 1923                                                   | Hormann, Franz Zauleck, Christian                                                |          | weitere Bilder |
| 43965         | Fuhlsbüttler Straße o.Nr., Hauptfriedhof Ohlsdorf (Lage) | O   | Eingangsgebäude                               | Pförtnerhaus am Eingang Kornweg | 1952                                                   | Hamburger Baubehörde                                                             |          | |
| 43966         | Fuhlsbüttler Straße o.Nr., Hauptfriedhof Ohlsdorf (Lage) | O   | Eingangsgebäude                               | Pförtnerhaus am Eingang Bramfelder Chaussee | 1920–1933                                              | Linne, Otto                                                                      |          | |
| 43967         | Fuhlsbüttler Straße o.Nr., Hauptfriedhof Ohlsdorf (Lage) | O   | Eingangsgebäude                               | Pförtnerhaus am Eingang Seehof | 1952                                                   | Hamburger Baubehörde                                                             |          | |
| 43968         | Fuhlsbüttler Straße o.Nr., Hauptfriedhof Ohlsdorf (Lage) | O   | Friedhofsgärtnerei                            | Gärtnerei bei Kapelle 7 | 1971                                                   | Hamburger Baubehörde                                                             |          | |
| 43969         | Fuhlsbüttler Straße o.Nr., Hauptfriedhof Ohlsdorf (Lage) | O   | Friedhofsgärtnerei                            | Gärtnerei bei Kapelle 12 |                                                        |                                                                                  |          | |
| 43970         | Fuhlsbüttler Straße o.Nr., Hauptfriedhof Ohlsdorf (Lage) | O   | Gärtnerei- und Toilettengebäude               | Gärtnerei bei Kapelle 13 | um 1928                                                | Schumacher, Fritz                                                                |          | |
| 43973         | Fuhlsbüttler Straße o.Nr., Hauptfriedhof Ohlsdorf (Lage) | O   | Betriebshof                                   | Betriebshof West/Betriebsgebäude | 1950–1951                                              | Hamburger Baubehörde                                                             |          | weitere Bilder |
| 43974         | Fuhlsbüttler Straße o.Nr., Hauptfriedhof Ohlsdorf (Lage) | O   | Krematorium                                   | Krematorium | 1920–1933                                              | Schumacher, Fritz                                                                |          | |
| 43975         | Fuhlsbüttler Straße 756, Hauptfriedhof Ohlsdorf (Lage) | O   | Verwaltungsgebäude                            | Verwaltungsgebäude des Friedhofs | 1908–1911                                              | Cordes, Wilhelm                                                                  |          | |
| 43976         | Fuhlsbüttler Straße o.Nr., Hauptfriedhof Ohlsdorf (Lage) | O   | Wasserturm                                    | Wasserturm | 1898                                                   | Cordes, Wilhelm                                                                  |          | |
| 43977         | Fuhlsbüttler Straße o.Nr., Hauptfriedhof Ohlsdorf (Lage) | O   | Betriebshof                                   | „Schwarze Bude“ | 1954/1955                                              |                                                                                  |          | weitere Bilder |
| 43986         | Fuhlsbüttler Straße o.Nr., Hauptfriedhof Ohlsdorf (Lage) | O   | Wasserturm                                    | Wasserbassin | 1912                                                   | Cordes, Wilhelm                                                                  |          | |
| 43990         | Fuhlsbüttler Straße o.Nr., Hauptfriedhof Ohlsdorf (Lage) | O   | Mausoleum                                     | Mausoleum Hoefele | 1911                                                   |                                                                                  |          | |
| 43991         | Fuhlsbüttler Straße o.Nr., Hauptfriedhof Ohlsdorf (Lage) | O   | Mausoleum                                     | Mausoleum Ortlepp/Froböse | 1911                                                   |                                                                                  |          | |
| 43992         | Fuhlsbüttler Straße o.Nr., Hauptfriedhof Ohlsdorf (Lage) | O   | Mausoleum                                     | Mausoleum Puttkammer/Heymann | 1912–1914                                              | Raabe, Ludwig Wöhlecke, Otto                                                     |          | |
| 43993         | Fuhlsbüttler Straße o.Nr., Hauptfriedhof Ohlsdorf (Lage) | O   | Mausoleum                                     | Mausoleum Peper/Hegel | 1926                                                   |                                                                                  |          | |
| 43994         | Fuhlsbüttler Straße o.Nr., Hauptfriedhof Ohlsdorf (Lage) | O   | Mausoleum                                     | Mausoleum Jenisch | 1908                                                   | Berger, Gustav                                                                   |          | |
| 43995         | Fuhlsbüttler Straße o.Nr., Hauptfriedhof Ohlsdorf (Lage) | O   | Mausoleum                                     | Mausoleum Höpfner | 1908                                                   | Gevert, Edmund                                                                   |          | |
| 43996         | Fuhlsbüttler Straße o.Nr., Hauptfriedhof Ohlsdorf (Lage) | O   | Mausoleum                                     | Mausoleum von Schröder | 1906                                                   | Gevert, Edmund                                                                   |          | |
| 43997         | Fuhlsbüttler Straße o.Nr., Hauptfriedhof Ohlsdorf (Lage) | O   | Mausoleum                                     | Mausoleum Riedemann | 1905/1906                                              | Haller, Martin Geißler, Hermann                                                  |          | |
| 43998         | Fuhlsbüttler Straße o.Nr., Hauptfriedhof Ohlsdorf (Lage) | O   | Mausoleum                                     | Mausoleum Campe | 1915                                                   | Rudeloff, Alexander                                                              |          | |
| 43999         | Fuhlsbüttler Straße o.Nr., Hauptfriedhof Ohlsdorf (Lage) | O   | Mausoleum                                     | Mausoleum Philipp | 1887                                                   | Haller, Martin                                                                   |          | |
| 44000         | Fuhlsbüttler Straße o.Nr., Hauptfriedhof Ohlsdorf (Lage) | O   | Mausoleum                                     | Mausoleum Rolfing | 1890                                                   | Hüner, F.                                                                        |          | |
| 44001         | Fuhlsbüttler Straße o.Nr., Hauptfriedhof Ohlsdorf (Lage) | O   | Mausoleum                                     | Mausoleum August Freiherr von Ohlendorff | 1911                                                   | Schünemann, Friedrich J.                                                         |          | |
| 44002         | Fuhlsbüttler Straße o.Nr., Hauptfriedhof Ohlsdorf (Lage) | O   | Mausoleum                                     | Mausoleum Heinrich Freiherr von Ohlendorff | 1899/1900                                              | Kruse, Bruno Haller, Martin Geißler, Hermann                                     |          | |
| 44003         | Fuhlsbüttler Straße o.Nr., Hauptfriedhof Ohlsdorf (Lage) | O   | Mausoleum                                     | Mausoleum Schütt | 1892                                                   |                                                                                  |          | |
| 44004         | Fuhlsbüttler Straße o.Nr., Hauptfriedhof Ohlsdorf (Lage) | O   | Mausoleum                                     | Mausoleum Friedrich | 1908                                                   | Architekten Wünsche und Würdemann                                                |          | |
| 44005         | Fuhlsbüttler Straße o.Nr., Hauptfriedhof Ohlsdorf (Lage) | O   | Toilettengebäude                              | Info- und Toilettenhäuschen | 1911                                                   | Cordes, Wilhelm                                                                  |          | weitere Bilder |
| 44005         | Fuhlsbüttler Straße o.Nr., Hauptfriedhof Ohlsdorf (Lage) | O   | Toilettengebäude                              | Museum | 1911                                                   | Cordes, Wilhelm                                                                  |          | |
| 44591 (29622) | Fuhlsbüttler Straße o.Nr., Hauptfriedhof Ohlsdorf (Lage) | O   | Friedhof                                      | Friedhof Ohlsdorf, Friedhofsgelände in seinen heutigen Grenzen, bestehend aus dem alten Teil (Cordes, 1874) und der Erweiterung (Linne, 1919–33) mit dem Wegenetz, den Grabfeldern, den denkmalwerten Grabmälern, Mausoleen, Denkmälern und Museumsfriedhof, der parkartigen Gestaltung und Bodenmodellierung, den Baulichkeiten, den Gebäuden (insbesondere Verwaltungsgebäude, Kapellen, Krematorium, Wassertürme, Funktionsgebäude) und der Einfriedigung mit verschiedenen Toren | 1876–1879; 1879–1917; 1919–1933                        | Meyer, Franz Andreas Cordes, Wilhelm Linne, Otto                                 |          | BW |
| 44847         | Fuhlsbüttler Straße o.Nr., Hauptfriedhof Ohlsdorf (Lage) | O   | Mausoleum                                     | Mausoleum Stupakoff | 1915                                                   |                                                                                  |          | |
| 46168         | Fuhlsbüttler Straße o.Nr., Hauptfriedhof Ohlsdorf (Lage) | O   | Betriebshof                                   | Betriebshof West/Wagenschuppen | 1929                                                   | Friedhofsamt                                                                     |          | |
| 47881         | Fuhlsbüttler Straße o.Nr., Hauptfriedhof Ohlsdorf (Lage) | O   | Eingangsgebäude                               | Pförtnerhaus Eingang Hoheneichen | 1956                                                   | Hamburger Baubehörde                                                             |          | |
| 47885         | Fuhlsbüttler Straße o.Nr., Hauptfriedhof Ohlsdorf (Lage) | O   | Eingangsgebäude                               | Pförtnerhaus Einfahrt Fuhlsbüttler Straße | 1909/1911                                              | Cordes, Wilhelm                                                                  |          | |
| 47886         | Fuhlsbüttler Straße o.Nr., Hauptfriedhof Ohlsdorf (Lage) | O   | Eingangsgebäude                               | Pförtnerhaus Ausfahrt Fuhlsbüttler Straße | 1909/1911                                              | Cordes, Wilhelm                                                                  |          | |
| 23215         | Grüner Winkel 7 (Lage) | O   | Zweifamilienhaus                              | | 1900, um                                               |                                                                                  |          | |
| 23219         | Grüner Winkel 9 (Lage) | O   | Wohngebäude                                   | Landhaus Illies | 1899                                                   | Oltmanns, Johannes                                                               |          | |
| 23314         | Hasenbergbrücke o.Nr. (Lage) | O   | Straßenbrücke                                 | Hasenbergbrücke | 1913; 1999                                             |                                                                                  | 30974    | |
| 30955         | Ilandkoppel 68 (Lage) | E   |                                               | Friedhof Ilandkoppel |                                                        |                                                                                  | 30955    | weitere Bilder |
| 23420         | Ilandkoppel 68 (Lage) | O   | Synagoge, Friedhofssynagoge                   | Jüdischer Friedhof an der Ihlandkoppel, Friedhofssynagoge | 1883/84                                                | Pieper, August                                                                   | 30955    | |
| 23421         | Ilandkoppel 68 (Lage) | O   | Friedhof, jüdischer Friedhof                  | Jüdischer Friedhof an der Ilandkoppel | 1883                                                   |                                                                                  | 30955    | |
| 23408         | Im Grünen Grunde 2 (Lage) | O   | Siedlungsbau                                  | | 1927–29                                                | Krüger & Schrader (Krüger, Albert/Schrader, Gustav)                              | 30957    | BW |
| 23407         | Im Grünen Grunde 3a (Lage) | O   | Siedlungsbau                                  | | 1927–29                                                | Krüger & Schrader (Krüger, Albert/Schrader, Gustav)                              | 30957    | BW |
| 23409         | Im Grünen Grunde 3b (Lage) | O   | Siedlungsbau                                  | | 1927–29                                                | Krüger & Schrader (Krüger, Albert/Schrader, Gustav)                              | 30957    | BW |
| 23410         | Im Grünen Grunde 3c (Lage) | O   | Siedlungsbau                                  | | 1927–29                                                | Krüger & Schrader (Krüger, Albert/Schrader, Gustav)                              | 30957    | BW |
| 23406         | Im Grünen Grunde 4a (Lage) | O   | Siedlungsbau                                  | | 1927–29                                                | Krüger & Schrader (Krüger, Albert/Schrader, Gustav)                              | 30957    | BW |
| 23402         | Im Grünen Grunde 4b (Lage) | O   | Siedlungsbau                                  | | 1927–29                                                | Krüger & Schrader (Krüger, Albert/Schrader, Gustav)                              | 30957    | BW |
| 23404         | Im Grünen Grunde 5 (Lage) | O   | Siedlungsbau                                  | | 1927–29                                                | Krüger & Schrader (Krüger, Albert/Schrader, Gustav)                              | 30957    | BW |
| 23405         | Im Grünen Grunde 6 (Lage) | O   | Siedlungsbau                                  | | 1927–29                                                | Krüger & Schrader (Krüger, Albert/Schrader, Gustav)                              | 30957    | BW |
| 23412         | Justus-Strandes-Weg 2 (Lage) | O   | Siedlungsbau                                  | | 1927–29                                                | Krüger & Schrader (Krüger, Albert/Schrader, Gustav)                              | 30957    | BW |
| 23417         | Justus-Strandes-Weg 3 (Lage) | O   | Siedlungsbau                                  | | 1927–29                                                | Krüger & Schrader (Krüger, Albert/Schrader, Gustav)                              | 30957    | BW |
| 23415         | Justus-Strandes-Weg 4 (Lage) | O   | Siedlungsbau                                  | | 1927–29                                                | Krüger & Schrader (Krüger, Albert/Schrader, Gustav)                              | 30957    | BW |
| 23413         | Justus-Strandes-Weg 5 (Lage) | O   | Siedlungsbau                                  | | 1927–29                                                | Krüger & Schrader (Krüger, Albert/Schrader, Gustav)                              | 30957    | BW |
| 23411         | Justus-Strandes-Weg 6 (Lage) | O   | Siedlungsbau                                  | | 1927–29                                                | Krüger & Schrader (Krüger, Albert/Schrader, Gustav)                              | 30957    | BW |
| 23416         | Justus-Strandes-Weg 7 (Lage) | O   | Siedlungsbau                                  | | 1927–29                                                | Krüger & Schrader (Krüger, Albert/Schrader, Gustav)                              | 30957    | BW |
| 23414         | Justus-Strandes-Weg 8 (Lage) | O   | Siedlungsbau                                  | | 1927–29                                                | Krüger & Schrader (Krüger, Albert/Schrader, Gustav)                              | 30957    | BW |
| 23672 (1333)  | Maienweg 270 (Lage) | O   | Gemeindezentrum (Kirchengebäude; u. a.)       | St. Marienkirche Fuhlsbüttel | 1958/60                                                | Hopp & Jäger (Hopp, Bernhard/Jäger, Rudolf)                                      | 30971    | weitere Bilder |
| 23369 (775)   | Maienweg 272 (Lage) | O   | Siedlungsbau                                  | | 1927/30                                                | Winand, Carl                                                                     | 30956    | BW |
| 23368 (775)   | Maienweg 274 (Lage) | O   | Siedlungsbau                                  | | 1927/30                                                | Winand, Carl                                                                     | 30956    | BW |
| 23367 (775)   | Maienweg 276 (Lage) | O   | Siedlungsbau                                  | | 1927/30                                                | Winand, Carl                                                                     | 30956    | BW |
| 23366 (775)   | Maienweg 278 (Lage) | O   | Siedlungsbau                                  | | 1927/30                                                | Winand, Carl                                                                     | 30956    | BW |
| 23365 (775)   | Maienweg 280 (Lage) | O   | Siedlungsbau                                  | | 1927/30                                                | Winand, Carl                                                                     | 30956    | BW |
| 29621         | Maienweg 281 (Lage) | O   | Wohngebäude; Einfriedung                      | Maienweg 281, Wohnhaus mit Einfriedung | 1927/29                                                | Ostermeyer, Friedrich R.                                                         |          | BW |
| 23370 (775)   | Maienweg 282 (Lage) | O   | Siedlungsbau                                  | | 1927/30                                                | Winand, Carl                                                                     | 30956    | BW |
| 23371 (775)   | Maienweg 284 (Lage) | O   | Siedlungsbau                                  | | 1927/30                                                | Winand, Carl                                                                     | 30956    | BW |
| 23372 (775)   | Maienweg 286 (Lage) | O   | Siedlungsbau                                  | | 1927/30                                                | Winand, Carl                                                                     | 30956    | BW |
| 23373 (775)   | Maienweg 288 (Lage) | O   | Siedlungsbau                                  | | 1927/30                                                | Winand, Carl                                                                     | 30956    | BW |
| 23364 (775)   | Maienweg 290 (Lage) | O   | Siedlungsbau                                  | | 1927/30                                                | Winand, Carl                                                                     | 30956    | BW |
| 23375 (775)   | Maienweg 292 (Lage) | O   | Siedlungsbau                                  | | 1927/30                                                | Winand, Carl                                                                     | 30956    | BW |
| 23361 (775)   | Maienweg 294 (Lage) | O   | Siedlungsbau                                  | | 1927/30                                                | Winand, Carl                                                                     | 30956    | BW |
| 23376 (775)   | Maienweg 296 (Lage) | O   | Siedlungsbau                                  | | 1927/30                                                | Winand, Carl                                                                     | 30956    | BW |
| 23374 (775)   | Maienweg 298 (Lage) | O   | Siedlungsbau                                  | | 1927/30                                                | Winand, Carl                                                                     | 30956    | BW |
| 23363 (775)   | Maienweg 300 (Lage) | O   | Siedlungsbau                                  | | 1927/30                                                | Winand, Carl                                                                     | 30956    | BW |
| 23362 (775)   | Maienweg 302 (Lage) | O   | Siedlungsbau                                  | | 1927/30                                                | Winand, Carl                                                                     | 30956    | BW |
| 23360 (775)   | Maienweg 304 (Lage) | O   | Siedlungsbau                                  | | 1927/30                                                | Winand, Carl                                                                     | 30956    | BW |
| 29005         | Nesselstraße 5 (Lage) | O   | Mehrfamilienhaus, Beamtenwohnhaus             | | 19. Jh., Ende                                          |                                                                                  | 30961    | BW |
| 28114         | Nesselstraße 6, 8 (Lage) | O   | Mehrfamilienhaus, Beamtenwohnhaus             | | 19. Jh., Ende                                          |                                                                                  | 30961    | BW |
| 29006         | Nesselstraße 7 (Lage) | O   | Mehrfamilienhaus, Beamtenwohnhaus             | | 19. Jh., Ende                                          |                                                                                  | 30961    | BW |
| 29007         | Nesselstraße 11, 13 (Lage) | O   | Mehrfamilienhaus, Beamtenwohnhaus             | | 19. Jh., Ende                                          |                                                                                  | 30961    | BW |
| 28115         | Nesselstraße 12, 14 (Lage) | O   | Mehrfamilienhaus, Beamtenwohnhaus             | | 19. Jh., Ende                                          |                                                                                  | 30961    | BW |
| 29008         | Nesselstraße 15, 17 (Lage) | O   | Mehrfamilienhaus, Beamtenwohnhaus             | | 19. Jh., Ende                                          |                                                                                  | 30961    | BW |
| 28111         | Nesselstraße 19, 21 (Lage) | O   | Mehrfamilienhaus, Beamtenwohnhaus             | | 19. Jh., Ende                                          |                                                                                  | 30961    | BW |
| 28116         | Nesselstraße 20, 22 (Lage) | O   | Mehrfamilienhaus, Beamtenwohnhaus             | | 19. Jh., Ende                                          |                                                                                  | 30961    | BW |
| 28112         | Nesselstraße 23, 25 (Lage) | O   | Mehrfamilienhaus, Beamtenwohnhaus             | | 19. Jh., Ende                                          |                                                                                  | 30961    | BW |
| 28113         | Nesselstraße 27, 29 (Lage) | O   | Mehrfamilienhaus, Beamtenwohnhaus             | | 19. Jh., Ende                                          |                                                                                  | 30961    | BW |
| 23217         | Ratsmühlendamm 2 (Lage) | O   | Gaststätte (mit Bootsverleih)                 | | 1920er Jahre                                           |                                                                                  |          | BW |
| 30972         | Röntgenstraße 22, 24, 26 (Lage) | E   | Fabrikanlage                                  | Röntgenröhrenfabrik C.H. F. Müller | 1929–30                                                | Schneider, Karl (vermutl.)                                                       | 30972    | BW |
| 23229         | Röntgenstraße 22 (Lage) | O   | Fabrikgebäude                                 | Röntgenröhrenfabrik C.H. F. Müller, ehem. | 1930                                                   | Schneider, Karl                                                                  | 30972    | BW |
| 24121         | Röntgenstraße 24 (Lage) | O   | Fabrikgebäude, Verwaltungsgebäude             | Röntgenröhrenfabrik C.H. F. Müller, ehem. | 1930                                                   | Schneider, Karl                                                                  | 30972    | BW |
| 24120         | Röntgenstraße 26 (Lage) | O   | Fabrikgebäude, Verwaltungsgebäude             | Röntgenröhrenfabrik C.H. F. Müller, ehem. | 1930                                                   | Schneider, Karl                                                                  | 30972    | BW |
| 22379 (703)   | Rübenhofstraße 1 (Lage) | O   | Siedlungsbau                                  | | 1928/29; 1933/34                                       | Klophaus, Schoch, zu Putlitz (Klophaus, Rudolf/Schoch, August/zu Putlitz, Erich) | 30922    | BW |
| 22363 (703)   | Rübenhofstraße 3 (Lage) | O   | Siedlungsbau                                  | | 1928/29; 1933/34                                       | Klophaus, Schoch, zu Putlitz (Klophaus, Rudolf/Schoch, August/zu Putlitz, Erich) | 30922    | BW |
| 30973         | Rübenkamp 326, 326a (Lage) | E   |                                               | Rübenkamp 326, 326a |                                                        |                                                                                  | 30973    | BW |
| 24123 (1480)  | Rübenkamp 326 (Lage) | O   | Villa                                         | | 1923                                                   | Hallbauer, Wilhelm/Kabel, Erich                                                  | 30973    | |
| 24122 (1480)  | Rübenkamp 326a (Lage) | O   | Kutscherhaus                                  | | 1923                                                   | Hallbauer, Wilhelm/Kabel, Erich                                                  | 30973    | BW |
| 23218         | Sommerkamp 16 (Lage) | O   | Mehrfamilienhaus                              | | 1895, um                                               |                                                                                  |          | BW |
| 30967         | Sommerkamp 31, o.Nr. (Lage) | E   |                                               | Betriebsbahnhof der S-Bahn in Ohlsdorf |                                                        |                                                                                  | 30967    | weitere Bilder |
| 23651         | Sommerkamp 31 (Lage) | O   | Bahnbetriebshof (S-Bahn)                      | Betriebsbahnhof der S-Bahn in Ohlsdorf | 1907, ab                                               |                                                                                  | 30967    | |
| 24157         | Sommerkamp o.Nr. (Lage) | O   | Bahnbetriebshof (S-Bahn)                      | Betriebsbahnhof der S-Bahn in Ohlsdorf | 1907, ab                                               |                                                                                  | 30967    | |
| 30975         | Struckholt 27, 29 (Lage) | E   | Schulanlage                                   | Albert-Schweitzer-Gymnasium Struckholt |                                                        |                                                                                  | 30975    | BW |
| 23806 (1400)  | Struckholt 27, 29 (Lage) | O   | Schulanlage                                   | Albert-Schweitzer-Gymnasium | 1953-1959; 1962                                        | Hermkes, Bernhard; Hermkes, Bernhard/Becker, Gerhart                             | 30975    | |
| 23214         | Stübeheide 175 (Lage) | O   | Kirchengebäude                                | Kirche St. Maria-Magdalenen Klein Borstel | 1938                                                   | Hopp & Jäger (Hopp, Bernhard/Jäger, Rudolf)                                      |          | weitere Bilder |
| 23664         | Suhrenkamp 68, 70 (Lage) | O   | Mehrfamilienhaus, Doppelhaus, Beamtenwohnhaus | | 19. Jh., Ende                                          |                                                                                  | 30961    | BW |
| 23667         | Suhrenkamp 72, 74 (Lage) | O   | Mehrfamilienhaus, Doppelhaus, Beamtenwohnhaus | | 19. Jh., Ende                                          |                                                                                  | 30961    | BW |
| 23666         | Suhrenkamp 76, 78 (Lage) | O   | Mehrfamilienhaus, Doppelhaus, Beamtenwohnhaus | | 19. Jh., Ende                                          |                                                                                  | 30961    | BW |
| 23665         | Suhrenkamp 86 (Lage) | O   | Mehrfamilienhaus, Beamtenwohnhaus             | | 19. Jh., Ende                                          |                                                                                  | 30961    | BW |
| 23441         | Suhrenkamp 90 (Lage) | O   | Mehrfamilienhaus, Beamtenwohnhaus             | | 19. Jh., Ende                                          |                                                                                  | 30961    | BW |
| 23430         | Suhrenkamp 92 (Lage) | O   | Mehrfamilienhaus, Beamtenwohnhaus             | | 19. Jh., Ende                                          |                                                                                  | 30961    | BW |
| 23444         | Suhrenkamp 96, 96a (Lage) | O   | Mehrfamilienhaus, Doppelhaus, Beamtenwohnhaus | | 19. Jh., Ende                                          |                                                                                  | 30961    | BW |
| 23443         | Suhrenkamp 98 (Lage) | O   | Torhaus                                       | Torhaus der Justizvollzugsanstalt Suhrenkamp, ehem. (KZ-Gedenkstätte Fuhlsbüttel) | 19. Jh., Ende                                          | Zimmermann, Carl Johann Christian                                                | 30961    | weitere Bilder |
| 23670 (757)   | Suhrenkamp 98 (Lage) | O   | Torgebäude                                    | KZ-Gedenkstätte Fuhlsbüttel im ehem. Torhaus der Justizvollzugsanstalt Suhrenkamp | 1876-1879                                              | Zimmermann, Carl Johann Christian                                                | 30961    | weitere Bilder |
| 23669         | Suhrenkamp 100 (Lage) | O   | Dienstwohngebäude (Beamtenwohnhaus)           | | 19. Jh., Ende                                          |                                                                                  | 30961    | BW |
| 23442         | Suhrenkamp 106 (Lage) | O   | Mehrfamilienhaus, Beamtenwohnhaus             | | 19. Jh., Ende                                          |                                                                                  | 30961    | BW |
| 23216         | Tornberg 21 (Lage) | O   | Einfamilienhaus                               | | 1920er Jahre                                           |                                                                                  |          | |
| 30958         | Wellingsbütteler Landstraße 57, 59, 59a, 59b, 59c, 59d, 59e, 59f, 61g (Lage) | E   |                                               | Wellingsbütteler Landstraße 57-59f, 61g-h |                                                        |                                                                                  | 30958    | BW |
| 23418         | Wellingsbütteler Landstraße 57 (Lage) | O   | Wohngebäude                                   | | 19. Jh.                                                |                                                                                  | 30958    | BW |
| 23419 (1382)  | Wellingsbütteler Landstraße 59, 59a, 59b, 59c, 59d, 59e, 59f (Lage) | O   | Wohnwirtschaftsgebäude                        | | 1898                                                   |                                                                                  | 30958    | |
| 24452         | Wellingsbütteler Landstraße 61g (Lage) | O   | Wohnwirtschaftsgebäude                        | | 18. Jh.                                                |                                                                                  | 30958    | BW |
| 29624         | Wellingsbütteler Landstraße 116 (Lage) | O   | Villa                                         | Wellingsbütteler Landstraße 116, Wohngebäude und Einfriedung | 1900, um                                               |                                                                                  |          | BW |
| 38925         | Wellingsbütteler Landstraße 239, 241, 243 (Lage) | E   |                                               | Wellingsbütteler Landstraße 239, 241/243 |                                                        |                                                                                  | 38925    | BW |
| 38922         | Wellingsbütteler Landstraße 239 (Lage) | O   | Einfamilienhaus                               | | 20. Jh., Anfang                                        |                                                                                  | 38925    | BW |
| 38923         | Wellingsbütteler Landstraße 241 (Lage) | O   | Etagenhaus (Doppelhaushälfte)                 | | 20. Jh., Anfang                                        |                                                                                  | 38925    | BW |
| 38924         | Wellingsbütteler Landstraße 243 (Lage) | O   | Etagenhaus (Doppelhaushälfte)                 | | 20. Jh., Anfang                                        |                                                                                  | 38925    | BW |
| 29623         | Wellingsbütteler Landstraße 259 (Lage) | O   | Villa                                         | Wellingsbütteler Landstraße 259, Villa und rückwärtiges Nebengebäude | 1920, um                                               |                                                                                  |          | BW |
| 23358 (775)   | Woermannstieg 1 (Lage) | O   | Siedlungsbau                                  | | 1927/30                                                | Winand, Carl                                                                     | 30956    | BW |
| 23380 (775)   | Woermannstieg 2 (Lage) | O   | Siedlungsbau                                  | | 1927/30                                                | Winand, Carl                                                                     | 30956    | BW |
| 23381 (775)   | Woermannstieg 3 (Lage) | O   | Siedlungsbau                                  | | 1927/30                                                | Winand, Carl                                                                     | 30956    | BW |
| 23382 (775)   | Woermannstieg 4 (Lage) | O   | Siedlungsbau                                  | | 1927/30                                                | Winand, Carl                                                                     | 30956    | BW |
| 23383 (775)   | Woermannstieg 5 (Lage) | O   | Siedlungsbau                                  | | 1927/30                                                | Winand, Carl                                                                     | 30956    | BW |
| 23359 (775)   | Woermannsweg 1 (Lage) | O   | Siedlungsbau                                  | | 1927/30                                                | Winand, Carl                                                                     | 30956    | BW |
| 23384 (775)   | Woermannsweg 2 (Lage) | O   | Siedlungsbau                                  | | 1927/30                                                | Winand, Carl                                                                     | 30956    | BW |
| 23385 (775)   | Woermannsweg 3 (Lage) | O   | Siedlungsbau                                  | | 1927/30                                                | Winand, Carl                                                                     | 30956    | BW |
| 23386 (775)   | Woermannsweg 4 (Lage) | O   | Siedlungsbau                                  | | 1927/30                                                | Winand, Carl                                                                     | 30956    | BW |
| 23387 (775)   | Woermannsweg 5 (Lage) | O   | Siedlungsbau                                  | | 1927/30                                                | Winand, Carl                                                                     | 30956    | BW |
| 23388 (775)   | Woermannsweg 6 (Lage) | O   | Siedlungsbau                                  | | 1927/30                                                | Winand, Carl                                                                     | 30956    | BW |
| 23389 (775)   | Woermannsweg 7 (Lage) | O   | Siedlungsbau                                  | | 1927/30                                                | Winand, Carl                                                                     | 30956    | BW |
| 23377 (775)   | Woermannsweg 8a (Lage) | O   | Siedlungsbau                                  | | 1927/30                                                | Winand, Carl                                                                     | 30956    | BW |
| 23390 (775)   | Woermannsweg 8b (Lage) | O   | Siedlungsbau                                  | | 1927/30                                                | Winand, Carl                                                                     | 30956    | BW |
| 23391 (775)   | Woermannsweg 8c (Lage) | O   | Siedlungsbau                                  | | 1927/30                                                | Winand, Carl                                                                     | 30956    | BW |
| 23392 (775)   | Woermannsweg 8d (Lage) | O   | Siedlungsbau                                  | | 1927/30                                                | Winand, Carl                                                                     | 30956    | BW |
| 23393 (775)   | Woermannsweg 8e (Lage) | O   | Siedlungsbau                                  | | 1927/30                                                | Winand, Carl                                                                     | 30956    | BW |
| 23394 (775)   | Woermannsweg 8f (Lage) | O   | Siedlungsbau                                  | | 1927/30                                                | Winand, Carl                                                                     | 30956    | BW |
| 23395 (775)   | Woermannsweg 8g (Lage) | O   | Siedlungsbau                                  | | 1927/30                                                | Winand, Carl                                                                     | 30956    | BW |
| 23396 (775)   | Woermannsweg 8h (Lage) | O   | Siedlungsbau                                  | | 1927/30                                                | Winand, Carl                                                                     | 30956    | BW |
| 23378 (775)   | Woermannsweg 9 (Lage) | O   | Siedlungsbau                                  | | 1927/30                                                | Winand, Carl                                                                     | 30956    | BW |
| 23397 (775)   | Woermannsweg 10 (Lage) | O   | Siedlungsbau                                  | | 1927/30                                                | Winand, Carl                                                                     | 30956    | BW |
| 23398 (775)   | Woermannsweg 11 (Lage) | O   | Siedlungsbau                                  | | 1927/30                                                | Winand, Carl                                                                     | 30956    | BW |
| 23399 (775)   | Woermannsweg 12 (Lage) | O   | Siedlungsbau                                  | | 1927/30                                                | Winand, Carl                                                                     | 30956    | BW |
| 23400 (775)   | Woermannsweg 13 (Lage) | O   | Siedlungsbau                                  | | 1927/30                                                | Winand, Carl                                                                     | 30956    | BW |
| 23401 (775)   | Woermannsweg 14 (Lage) | O   | Siedlungsbau                                  | | 1927/30                                                | Winand, Carl                                                                     | 30956    | BW |